# 紅尾鉛筆魚
紅尾鉛筆魚（学名：Nannostomus rubrocaudatus），為輻鰭魚綱脂鯉目脂鯉亞目鱂脂鯉科的其一種，分布於南美洲秘魯的淡水流域，體長可達2.6公分，棲息中底層水域，生活習性不明。